# Ornamento (música)
Na música, são chamados ornamentos, os embelezamentos e decorações de uma melodia, expressos através de pequenas notas ou sinais especiais. Na música vocal antiga e na ópera os ornamentos eram improvisados pelos cantores. Nos séculos XIX e XX muitos dos ornamentos tornaram-se quase desconhecidos (exceto no Jazz), embora eles tenham sido revistos nas interpretações de oratórias e óperas a partir dos anos 50. Alguns compositores preferem escrever os ornamentos em extenso, evitando os símbolos, mas a maioria deles são escritos com suas devidas representações gráficas. Os ornamentos, junto com os intervalos, modos gregos, cadências, a Harmonia e outros, são elementos importantíssimos para a arte da improvisação. Ao todo, existem 9 ornamentos, cujas denominações são de origem  italiana, sendo que cada um deles tem características próprias quanto às notas que englobam e às notas que acrescentam:
| - trinado (ou trilo) - mordente - gruppetto (em português, grupeto) | - appoggiatura (apogiatura ou apojatura) - floreio - portamento | - cadência - arpejo (ou harpejo) - glissando |

## Regra quanto à velocidade da execução
Os ornamentos são notas adicionais cuja função é enfeitar uma nota ou um grupo de notas. Dependendo do andamento da música, os ornamentos são mais rápidos do que de outros andamentos.

### Andamentos Rápidos e Lentos
Quanto mais lento o andamento, mais rápida é a execução do ornamento. Isso não significa que, em andamentos rápidos, os ornamentos são lentos. Porém, quanto mais devagar for a música, mais rápida será a execução dos ornamentos, independente de qual é. Em um andamento "Adagio", a execução será mais rápida do que em um andamento "Allegro", por exemplo.

## Os 9 Ornamentos

### Trinado ou Trilo
O trinado é representado por um tr colocado sempre acima da nota (independente se ela tem a haste virada para cima ou para baixo). Quando há duas vozes na pauta, o trinado é posto sempre acima da haste (um bom exemplo dessa situação é no terceiro movimento da Sonata para Piano Nº21 em Dó maior, "Waldstein" Op.53, de Ludwig van Beethoven). 

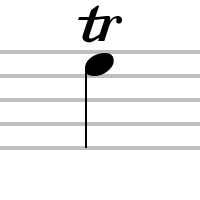
Um trinado acima de uma nota.

A função do trinado é acrescentar mais uma nota à nota principal, sendo que o valor do trinado é sempre igual ao valor da nota principal. Existem quatro casos de trinados.
- Trinado Simples - Quando um trinado está acima de uma nota principal, ela será tocada revezadamente com a nota de um semitom ou um tom acima. Ou seja, com a nota de um intervalo de 2ª menor ou 2ª maior. Por exemplo: se há um trinado acima de um dó, então, tocaremos dó-ré-dó-ré-dó-ré-dó... Ou então, dó-ré(bemol)-dó-ré(bemol)-dó... Está dependente da tonalidade na qual a música está escrita para saber se usa-se semitom ou tom acima. Em Dó maior usaria-se o primeiro caso (pois não há alterações em Dó maior). Em Fá menor, o segundo (pois o Ré fica bemolizado).

- Trinado Alterado - Quando há um sinal de alteração acompanhando o trinado, a nota acrescentada sofrerá a alteração. Por exemplo: se há um trinado acima de um dó sustenido, e junto ao trinado há um sustenido, então, tocaremos dó#-ré#-dó#-ré#-dó#... Notemos que, nesse caso, os acidentes de armaduras de claves também podem ser alterados.

- Trinado Precedido de appoggiatura ou floreio - Quando a nota principal está precedida de notas como appoggiaturas e floreios, o conjunto do trinado irá começar com elas. Por exemplo: há uma appoggiatura breve em um lá, seguida pela nota principal, que é um sol. Há um trinado acima do sol. O trinado pede para tocar isso: sol-lá-sol-lá-sol... Mas como há uma appoggiatura antes, que é um lá, o trinado começará com lá: lá-sol-lá-sol-lá-sol... Pode haver várias notas antes do trinado. Se forem appoggiaturas ou floreios, o trinado começará com elas.

- Trinado Sucedido de appoggiatura ou floreio - É o mesmo do caso anterior, porém o trinado acabará com as notas da appoggiatura ou do floreio. Por exemplo: um lá com um trinado acima, após a nota principal encontramos o floreio de lá-sol-lá-dó. Tocaremos: lá-si-lá-si-lá-si-...-lá-sol-lá-dó

Notemos que os casos podem ficar mistos. Por exemplo: Há um sol sustenido com um trinado acima dele. Acompanhando o trinado há um sustenido. Antes da nota principal há um floreio de fá-fá#-sol, e depois da nota principal há uma appoggiatura dupla de sol#-si. Tocaremos: fá-fá#-sol-sol#-lá#-sol#-lá#-...-sol#-si
É também muito comum o trinado vir acompanhado de uma linha horizontal, curva e contínua. Essa linha significa que o trinado não deve ser interrompido, e deve ser tocado pelo valor de toda a nota principal. Quando a linha percorre os compassos, passando por várias notas, cada nota deverá ser executada com trinado, mas apenas durante a execução expressa pela figura.

### Mordente
O mordente é um ornamento representado por uma pequena linha curva, parecida com um M. Como o trinado, o mordente engloba a nota principal e uma segunda, que pode estar a um semitom ou tom de distância. Porém, há duas diferenças: o trinado usa uma quantidade incerta de repetições nas duas notas, e o intervalo é sempre superior. Já o mordente usa, no total, apenas três notas, e pode ser superior ou inferior.
O mordente é um ornamento bastante usado na música para piano, principalmente do período barroco e do romântico. Frédéric Chopin usou muito esse ornamento em seu repertório. Existem dois tipos de mordentes: o superior e o inferior (chamado também de invertido).
Há três casos desse ornamento.

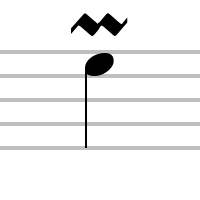
Um mordente superior acima de uma nota.

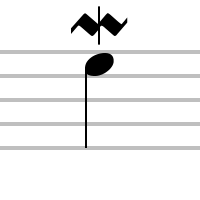
Um mordente inferior (invertido) acima de uma nota.

- Mordente Simples - O superior age na nota de um semitom ou tom acima da principal, e o inferior,  de um semitom ou tom abaixo. Isso dependerá da tonalidade da música. Por exemplo (em Dó maior, um mordente superior acima de um dó): dó-ré-dó. Da mesma forma, com um mordente inferior: dó-si-dó. Porém, se a tonalidade fosse Si bemol menor, a segunda nota seria modificada em ambos os casos: dó-ré(bemol)-dó e dó-si(bemol)-dó.
- Mordente Alterado - Um mordente superior pode vir acompanhado por um sinal de alteração acima dele. Do mesmo modo, um mordente inferior pode vir acompanhado com um sinal de alteração abaixo dele. O sinal de alteração indica que a segunda nota do conjunto do mordente (aquela que é acrescentada) sofrerá a alteração. Por exemplo (mordente superior com um sustenido acima, em um sol): sol-lá#-sol. Da mesma forma que os trinados, as alterações que acompanham os mordentes podem influenciar na disposição das notas de acordo com a armadura de clave da tonalidade da música.
- Mordente Duplo - É representado pela mesma linha curva, mas é mais longa, parecida com dois MM. A função é a mesma, porém serão usadas, no total, cinco notas. Por exemplo (mordente superior em um si): si-dó-si-dó-si. Também pode haver um mordente inferior duplo, e ele também pode vir acompanhado de sinais de alterações.

### Grupetto, Gruppeto, Gruppetto ou Grupeto
O grupetto é um ornamento bastante comum, representado por o que se parece com um S deitado. É como uma junção de um mordente superior com um inferior, ou vice-versa. Tanto como mordentes, o grupetto possui um número determinado de notas que abrange, e pode ser superior ou inferior (ou invertido). O grupetto pode abranger 3, 4 ou 5 notas, dependendo de sua localização em relação à nota principal, e dependendo da próxima nota (após a principal). Em andamentos lentos, o grupetto é um dos ornamentos mais utilizados. Grande parte das 32 Sonatas para Piano de Beethoven possui grupettos em seus andamentos lentos. Basicamente, a execução é com as notas acima e abaixo da principal, "rodeando-a".

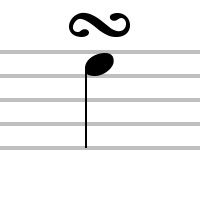
Um grupetto superior acima de uma nota.

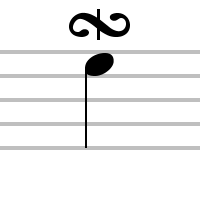
Um grupetto inferior (invertido) acima de uma nota.

O grupetto que possui a primeira curva para cima é o superior. O inferior possui a primeira curva para baixo, ou então pode ser representado por um grupetto superior com uma linha o cortando. A execução do grupetto é tipicamente tocar as notas que estão ao redor da principal, sendo que o superior sempre começa com a nota de semitom ou tom a cima, e o inferior, semitom ou tom abaixo. Pode ser que o grupetto comece com a nota principal. Há quatro casos de grupettos:
- Grupetto de 3 notas - Quando o grupetto está imediatamente acima de certa nota, a nota principal será a segunda a ser tocada. A primeira e a terceira serão o semitom ou o tom acima ou abaixo (ou vice-versa). Se há uma segunda nota após a principal, que seja da mesma altura da primeira, então a quarta nota do grupetto será cancelada. Por exemplo (dois rés na pauta, um grupetto superior acima do primeiro): mi-ré-dó. O primeiro ré da pauta foi rodeado pelas notas ao seu redor (mi e dó). Como era um grupetto superior, o mi veio primeiro. Após o dó, viria o segundo ré da pauta. Outro exemplo (dois lás na pauta, um grupetto inferior acima do primeiro): sol-lá-si. Como é um grupeto inferior, o sol veio antes. A nota após o si seria o segundo lá.
- Grupetto de 4 notas - O grupetto de 4 notas tem dois casos. Isso porque, dependendo da localização do grupetto e da nota seguinte, ele pode abrangir notas diferentes em cada caso.
  - Grupetto de 4 notas com Uníssono - Ocorre quando há duas notas de mesma altura na pauta, porém o grupetto (superior ou inferior) está entre elas, e não acima da primeira. Quando o grupetto está após uma nota, ela também será executada. Por exemplo (dois fás na pauta, um grupetto inferior entre os dois): fá-mi-fá-sol. Já que o grupetto não está acima da nota, ela pode ser executada. A próxima nota seria o segundo fá.
  - Grupetto de 4 notas sem Uníssono - Ocorre se há duas notas de alturas diferentes, porém com o grupetto acima da primeira. Por exemplo (um grupetto superior acima de um dó, seguido por um ré): ré-dó-si-dó. A próxima nota seria o ré. Como o grupetto está acima do dó, ele não será a primeira nota a ser tocada, e como é superior, o ré vem antes.

- Grupetto de 5 notas - O grupetto só será de cinco notas se ele estiver entre duas notas de alturas diferentes. Lembrando que um dó e um dó# têm alturas diferentes, mesmo sendo um semitom cromático. Exemplo de grupetto com 5 notas (grupetto inferior entre um sol e um fá): sol-fá-sol-lá-sol. A próxima nota seria o fá que seguia o sol. Como o grupetto é inferior, a nota de um semitom ou tom abaixo veio antes (fá).
- Grupetto Alterado - Em todos os casos acima, o grupetto pode vir acompanhado de um sinal de alteração. Como o grupetto abrange a nota acima e abaixo da principal, há casos que dois sinais de alteração estão presentes. Quando um sinal de alteração vem acima do grupetto, a nota de cima será alterada. Do mesmo modo, quando um sinal vem abaixo do grupetto, a nota de baixo será alterada. A nota principal ou a seguinte também pode vir alterada. Por exemplo (grupetto de 5 notas, entre um fá# e um lá(bemol), com um sustenido acima e um bemol abaixo do símbolo): fá#-sol#-fá#-mi(bemol)-fá#. A próxima nota seria lá(bemol). Claro, como nos últimos ornamentos, os intervalos dependem da tonalidade da música.

### Appoggiatura, Apogiatura ou Apojatura
A appoggiatura é praticamente o ornamento mais usado. Sempre consiste em uma ou duas notas, que estão sempre antecedendo a principal. Quando de uma única nota, é representada por uma pequena figura, que pode estar cortada por um traço diagonal ou não. Quando de duas notas, é sempre representada por pequenas semicolcheias. Existem dois tipos de appoggiaturas: a simples e a dupla (ou sucessiva). Para as appoggiaturas simples, existem mais dois tipos: a breve e a longa. As appoggiaturas (simples breve, simples longa, dupla) podem ser superiores ou inferiores. Para as simples, será superior se a appoggiatura estiver num intervalo acima da nota principal (e inferior se estiver num intervalo abaixo). Para as duplas, será superior se a primeira nota estiver acima (e inferior se estiver abaixo). Todas as appoggiaturas sempre estão ligadas à nota principal por uma ligadura de legato.
- Appoggiatura Simples - A appoggiatura simples é caracterizada por uma nota só, que sempre está a um semitom ou tom de distância da nota principal. Quando o intervalo é maior que isso, o ornamento passa a ser um floreio. Há dois tipos de appoggiaturas simples: a breve e a longa. A breve é cortada por um pequeno traço na diagonal, e a longa não.
  - Appoggiatura Simples Breve - A appoggiatura breve é, por muitas vezes, chamada de "acciaccatura" ou "acicatura", e sempre possui um pequeno traço a cortando. Ela retira uma mínima parte do valor da nota principal para si, geralmente no valor de uma fusa. Porém, é muito variável, pois quanto mais lento for o andamento, mais rápida será a execução. Sobretudo nos séculos XVII, XVIII e XX ela é tocada muitas vezes antes do tempo. Nesse caso a nota anterior torna-se mais curta.[1]

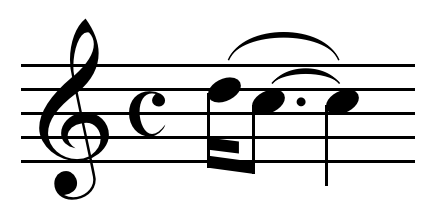
A execução de uma appoggiatura longa, sendo que a segunda nota é a principal. Se a appoggiatura estivesse escrita, ela seria uma semícolcheia, e a nota principal seria uma mínima. Mas muitas vezes a appoggiatura não é anotada exata e poderia ser nesse caso uma colcheia ou até uma semínima.

- - Appoggiatura Simples Longa - A appoggiatura longa nunca possui o traço diagonal, e quase sempre tira da figura principal metade do seu valor. Geralmente a appoggiatura longa já está escrita com o valor que deve ser executado. Se a figura principal for pontuada, a appoggiatura também poderá ser pontuada, ou, em alguns casos, retirar 1/3 ou 2/3 do valor (que, no caso, estará escrito).

| Notação e | Execução da Appoggiatura Simples Longa |
| --------- | -------------------------------------- |
|           | Exemplo para ouvirⓘ                    |

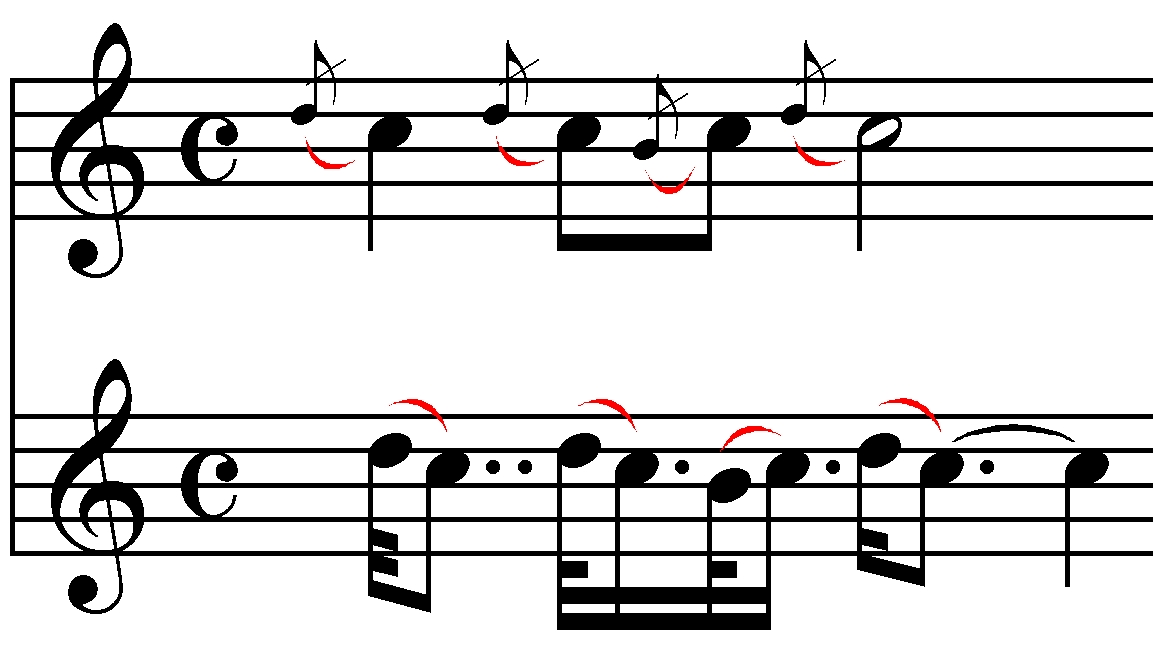
A execução de appoggiaturas breves (acciaccaturas). Dependendo da época e do gosto poderia ser tocado também antes do tempo.

- Appoggiatura Dupla - É composta por duas notas, sendo que a primeira está sempre um intervalo de 2ª maior ou menor acima, e a segunda está sempre um intervalo de 2ª maior ou menor abaixo; ou vice-versa. Elas são representadas graficamente sempre por semicolhceias. Cada uma retira aproximadamente 1/4 do valor, mas é relativo. Quanto mais lento o andamento, mais rápida a execução. Muitos músicos preferem dizer que as appoggiaturas devem ser executadas o mais rapidamente possível.

### Floreio
O floreio é um ornamento semelhante à appoggiatura, pois também é representado por pequenas figuras antecedendo uma nota. Podemos dividir os casos dos floreios em dois.
- Floreio de 1 nota - Os floreios de apenas uma nota sempre são cortados por uma linha diagonal. A execução é a mesma da appoggiatura breve. A única diferença é que, quando uma appoggiatura passa do intervalo de um tom da nota principal, ela passa a ser um floreio. Uma appoggiatura só pode estar a, no máximo, um tom de distância da nota principal. Um floreio pode estar a três tons, seis tons, uma oitava ou até mais. A execução é a mesma das appoggiaturas.
- Floreio de 2 notas ou mais - Enquanto as appoggiaturas só podem ter até duas notas, e essas não podem exceder o limite de um tom de distância da nota principal, os floreios podem ter duas notas ou mais, e não há limite de intervalo em relação à nota principal. Os floreios de duas ou mais notas podem ser representados por pequenas semicolcheias, fusas ou semifusas, dependendo da velocidade da execução.

Enfim, a única diferença entre appoggiatura e floreio é que o floreio não tem limite de notas nem de intervalos, e as appoggiaturas têm.

### Portamento
O portamento é um ornamento que não é tão usado como os outros. Muitos confundem o portamento com o portato. Porém, são duas coisas extremamente diferentes. O portato é o sinal de acentuação que consiste em um grupo de notas em staccato, todas ligadas por uma ligadura de legato. Por vezes, o portato é chamado de mezzo-staccato, pois a nota passa a ter 2/3 do valor; o mezzo-staccato às vezes é chamado de non-legato. Já o portamento é um ornamento derivado da appoggiatura e do floreio. Há apenas um tipo de Portamento.
- Portamento - Os portamentos são sempre representados por uma única colcheia, que nunca está cortada pela linha diagonal. Isso nos traria a ideia de que o portamento é igual à appoggiatura longa. A única diferença é que a nota do portamento é sempre da mesma altura e entoação da nota principal, e a nota que o antecede está sempre ligada a ele por uma ligadura de legato. Diferente de qualquer appoggiatura ou floreio, o portamento, para execução, retira parte da nota anterior, deixando a nota principal (a que o sucede) inalterada. Quanto mais lento o andamento, mais rápida será tocada a nota do portamento.

Ou seja, a única diferença entre portamento-appoggiatura/floreio é que o portamento é sempre na mesma altura e entoação, e sempre retira o valor da nota anterior, e não da principal.

### Cadenza
A cadenza é muito usada em improvisações. Também é comum em andamentos lentos, codas e codettas.

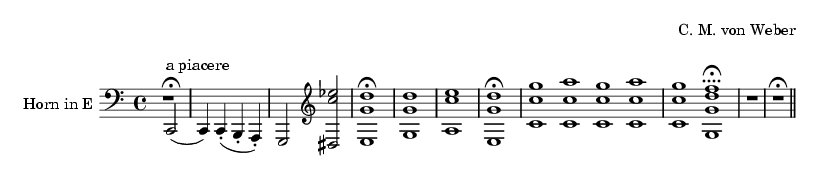
Cadenza no Concertino de Carl Maria von Weber. Os compassos 8 e 9 são cadenzas, pois possuem notas que ultrapassam o valor dos compassos, e estão depois de uma fermata.

- Cadenza - A cadenza é formada por um número ilimitado de pequenas notas, que sempre ultrapassam o valor de tempos do compasso. As notas sempre possuem uma relativa proporção na duração dos valores de seus tempos. Quase sempre estão após uma fermata ou suspensão. Em outras palavras, a cadenza é a execução livre de um grupo de várias notas.

Muitos confundem a Cadenza com a Cadência (sucessão de intervalos de acordes que finalizam uma frase musical). Porém são diferentes. A primeira é um ornamento, a segunda é uma técnica usada para finalizar uma frase musical.

### Arpeggio, Arpejo ou Harpejo
O arpeggio é um ornamento usado para embelezar um acorde de, pelo menos, duas notas simultâneas (intervalo harmônico). É representado por uma linha curva vertical, que percorre o lado esquerdo das notas que serão arpejadas.

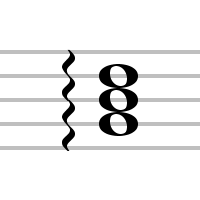
Um acorde em arpeggio.

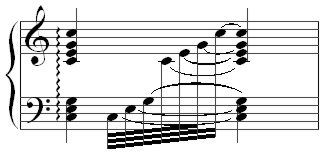
Exemplo de arpeggio em duas pautas, com a execução ao lado.

- Arpeggio - A execução do arpeggio é sempre ascendente. As notas de um acorde em arpeggio devem ser executadas uma de cada vez, rapidamente, mas não devem ser descontinuadas. Na música para piano, existe uma diferença entre: o arpeggio cuja linha ocupa as duas pautas, agindo nas notas do mesmo tempo no compasso; e dois arpeggios que agem cada um em uma pauta, mas ambos com a nota no mesmo tempo no compasso. No primeiro caso, o arpeggio percorrerá todas as notas das duas pautas como se fossem um acorde só. No segundo caso, os acordes serão arpejados separados, porém ao mesmo tempo.

### Glissando

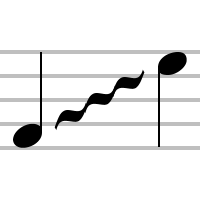
Um glissando ligando duas notas, representado pela linha ondulada na diagonal.

O glissando  (do italiano glissando: 'deslizando') é  representado por uma  diagonal ondulada que liga duas notas, as quais, em geral,  têm um intervalo relativamente grande entre elas. O glissando também pode ser representado pela abreviatura  Gliss., em substituição à  linha ondulada.
A execução do glissando consiste em tocar rapidamente todas as notas compreendidas entre as duas escritas, da primeira à segunda. Se a segunda nota está abaixo da primeira, o glissando será inferior. Se a segunda estiver acima, o glissando será superior. Um bom exemplo de execução do glissando é deslizar os dedos pelas teclas brancas do piano ou pelas cordas da harpa, começando pela primeira nota escrita e terminando na segunda.